# Audi Q4 e-tron
Audi Q4 e-tron (FZ) — електромобіль SUV середнього розміру, що випускається під німецькою маркою Audi з 23 березня 2021 року в м. Цвікау.

## Опис

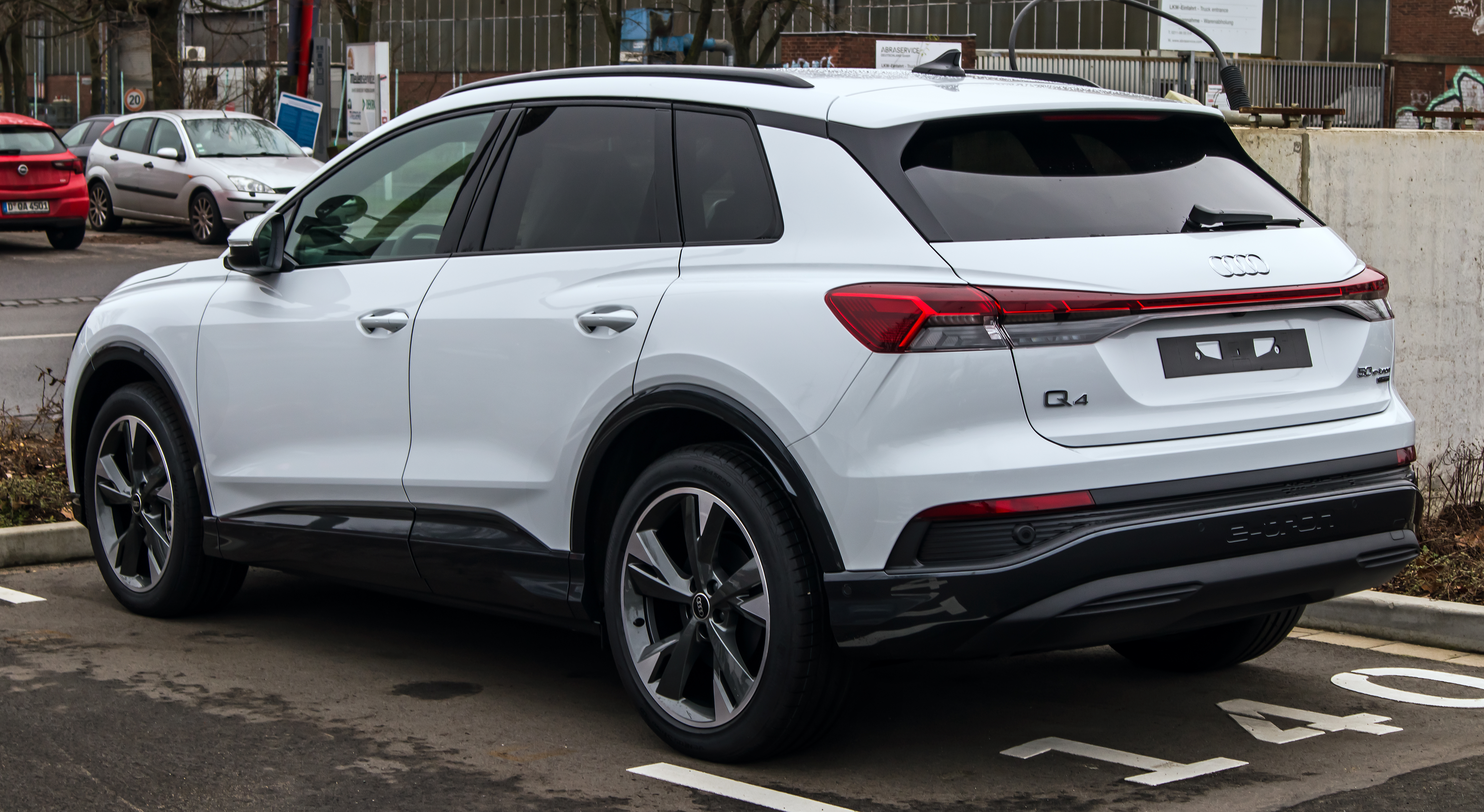
Audi Q4 e-tron 50 quattro

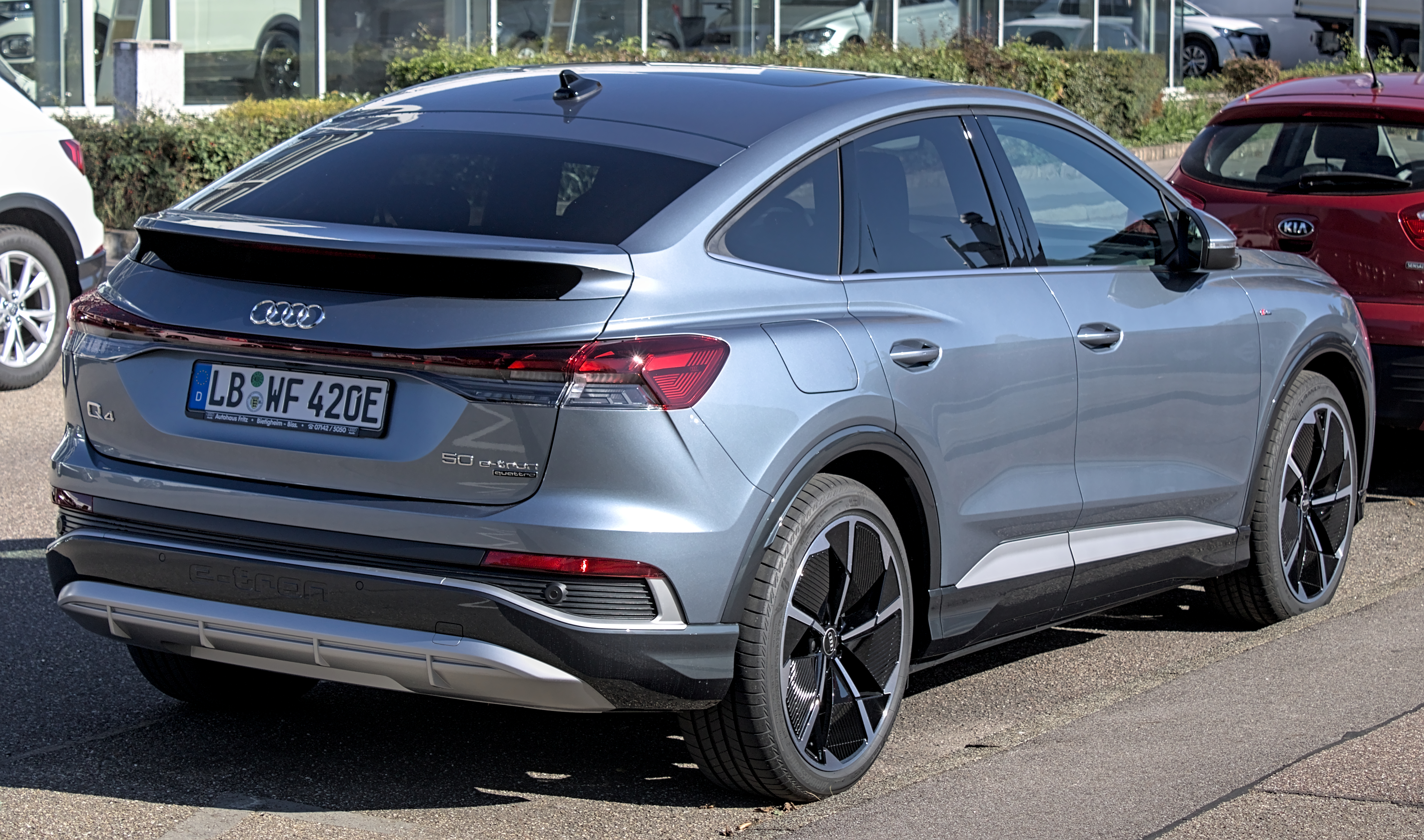
Audi Q4 Sportback e-tron

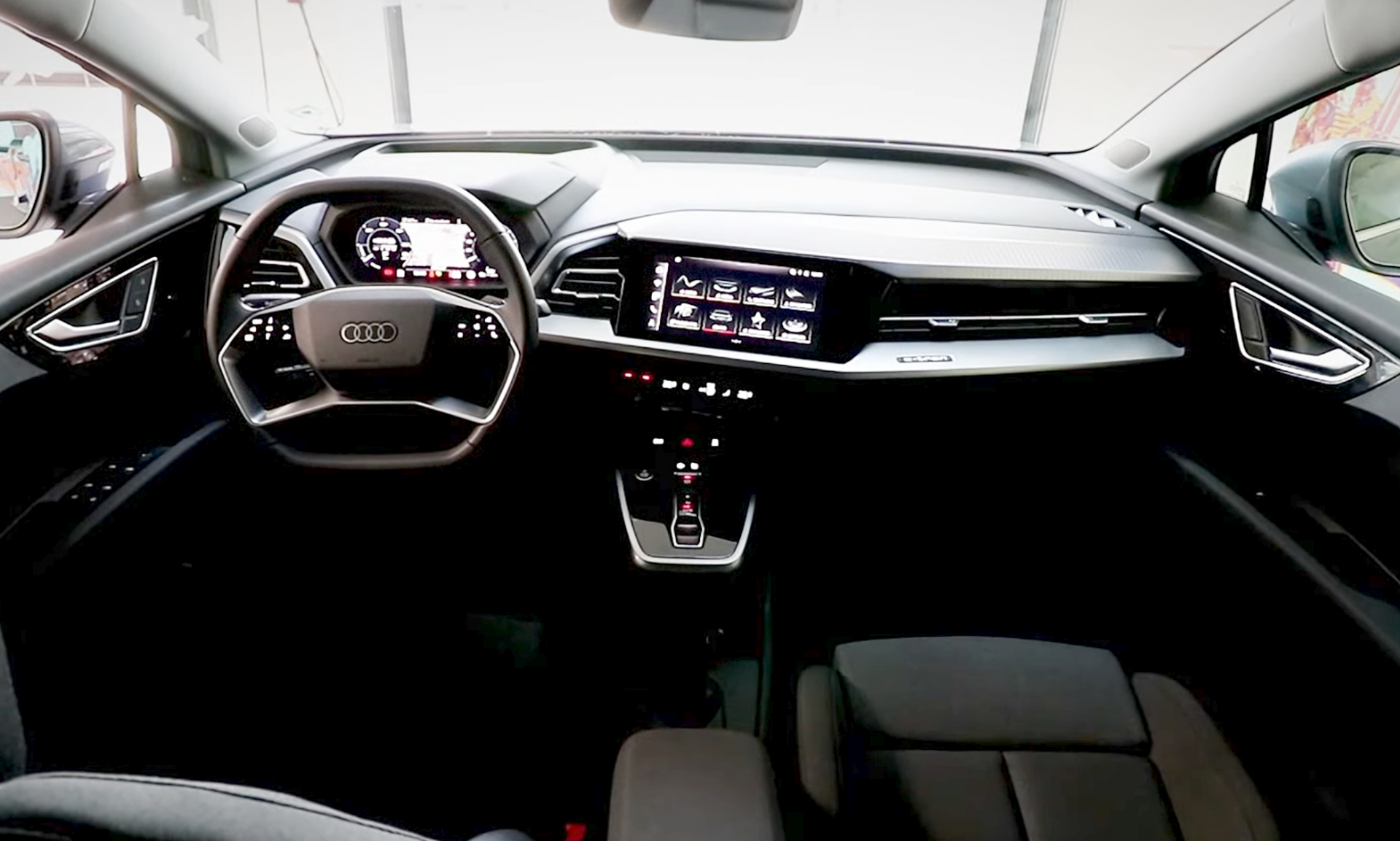

Прототип Audi Q4 e-tron Concept, представлений у березні 2019 року на Женевському автосалоні. Серійний транспортний засіб було створено в рамках групи середніх позашляховиків Volkswagen, спільно використовуючи платформу MEB зі спорідненими моделями Škoda Enyaq iV та Volkswagen ID.4.
Завдяки використанню підлогової плити, призначеної для електроприводу, Audi Q4 e-tron характеризується короткими звисами кузова, а також просторим салоном без центрального тунелю.
Q4 оснащений двома електромоторами на 204 к. с. (310 Н·м) ззаду і на 102 к. с. (150 Н·м) спереду, а також батареєю місткістю 82 кВт·год, що забезпечує запас ходу понад 450 км за стандартом WLTP.
Прем'єра кросовера Audi Q4 e-tron відбулася 14 квітня 2021 року, тоді як презентація інтер'єру відбулася 9 березня 2021 року. Вихід на європейські ринки — на літо того ж року. Пізніше компанію електрокару складе купеподібний аналог Audi Q4 Sportback e-tron. Фактично моделі відрізняється дизайном і обтічністю (аеродинамічний коефіцієнт новинок — 0,28 і 0,26 відповідно).
Ціна буде від 41,9 тис. євро в Європі. У Німеччині можна отримати субсидію 9 тис., таким чином ціна буде від 32,9 тис. євро.
У 2023 році Audi зробила стандартним для інформаційно-розважальної системи Q4 e-tron 11,6-дюймовий сенсорний екран. З 2024 року Q4 e-tron отримує стандартний адаптивний круїз-контроль із функцією центрування смуги руху.

### Модифікації
Обирати можна між 3 видами приводу і 2 видами батарей.
Топова модель може заряджатися напругою 125 кВт.
| Модель            | Потужність, к. с. | Крутний момент, Н·м | Акумулятор, кВт·год | Акумулятор, кВт·год | Пробіг WLTP |
| Модель            | Потужність, к. с. | Крутний момент, Н·м | Брутто              | Нетто               | Пробіг WLTP |
| ----------------- | ----------------- | ------------------- | ------------------- | ------------------- | ----------- |
| 35 e-tron         | 170               | 310                 | 55                  | 52                  | 341 км      |
| 40 e-tron         | 204               | 310                 | 82                  | 77                  | 520 км      |
| 45 e-tron quattro | 265               | 425                 | 82                  | 77                  | 490 км      |
| 50 e-tron quattro | 299               | 460                 | 82                  | 77                  | 488 км      |

## Audi Q5 e-tron

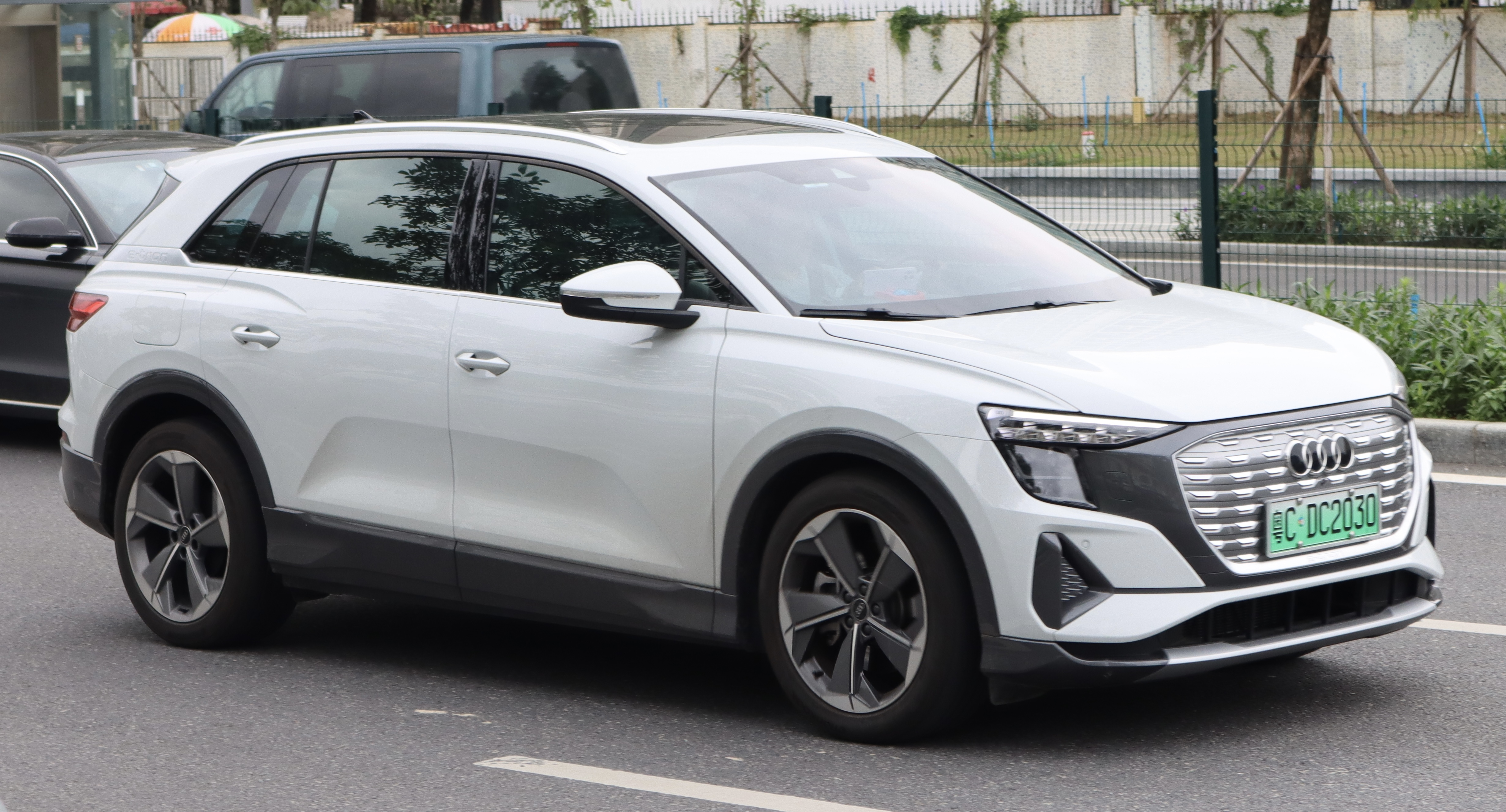
Audi Q5 e-tron

У Китаї на початку 2022 року дебютувала подовжена версія Audi Q4 e-tron під маркою Audi Q5 e-tron, створений на основі Volkswagen ID.6.

## Продаж
| Рік  | Q4 e-tron | Q4 e-tron | Q4 e-tron | Q4 e-tron Sportback | Q4 e-tron Sportback | Q4 e-tron Sportback |
| Рік  | Європа    | США       | Китай     | Європа              | США                 | Китай               |
| ---- | --------- | --------- | --------- | ------------------- | ------------------- | ------------------- |
| 2021 |           | 45        |           | 3,111               | 18                  |                     |
| 2022 | 16,472    | 2,576     | 4,000     |                     | 569                 |                     |
| 2023 |           | 6,064     |           |                     | 1,891               |                     |